# Doce de pequi

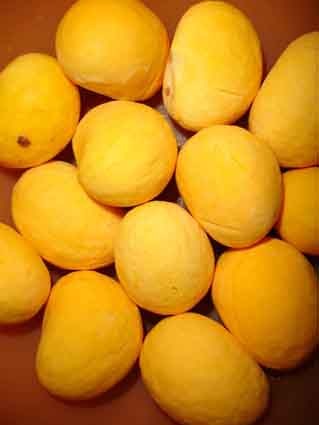
Pequis

Doce de pequi é um doce típico da culinária brasileira feito a base de pequi, leite condensado e margarina ou manteiga, podendo também conter leite.
Seu consumo é mais comum em Minas Gerais, Goiás e Mato Grosso. O doce é normalmente apresentado na forma de barra, sendo cortado  em pequenos pedaços para o consumo, ou também na forma de creme.